# Opisthograptis tangens
Opisthograptis tangens là một loài bướm đêm trong họ Geometridae.